# بيبتيديل ترانسفيراز
بيبتيديل ترانسفيراز (بالإنجليزية:  Peptidyl transferase)‏ هي عملية تتضمن الربط بين الأحماض الأمينية، وكذلك كالوظيفة الأولية للإنزيم الريبوسي، الذي يشكل الروابط الببتيدية ما بين الأحماض الأمينية المتجاورة، باستخدامه "الحمض النووي الريبوزي النقال (tRNAs)، خلال عملية النسخ للتكوين الحيوي للبروتين.
إن الركائز التي يعتمد عليها تفاعل تكوين الروابط الببتيدية تقوم على جزأين من «الحمض النووي الريبوزي»، إحداهما يتصل بالسلسلة الببتيدية التي تنمو، والآخر يتصل بالحمض الأميني المراد إضافته إلى السلسلة.
وتتصل «السلسلة الببتيدية» والأحماض الأمينية «بالحمض النووي الريبوزي الرسول(النقال)» الخاص بها عن طريق (Ester Bond) ترتبط بذرة أوكسجين في نهايات (CCA-3) «للحمض النووي الريبوزي النقال».

## أهمية تكوين الروابط الببتيدية
تكوين «الروابط الببتيدية» مهمة في التكوين الحيوي للبروتين، وهو مركب عضوي معقّد التركيب ذو وزن جزيئي عالٍ ويتكون من أحماض أمينية مرتبطة مع بعضها بوساطة «رابطة ببتيدية» ، البروتين ضروري في تركيب ووظيفة كلّ الخلايا الحية وحتى الفيروسات، فهو يشكل الإنزيمات، ويقوم بأدوار أخرى هيكلية أو ميكانيكية، مثل تشكيل الدعامات والمفاصل ضمن الهيكل الخلوي. وتؤدي البروتينات مهام حيوية أخرى فهي عضو مهم في الاستجابة المناعية وفي تخزين الجزيئات الحيوية ونقلها، كما تشكل مصدرا للأحماض الأمينية بالنسبة للكائنات التي لا تستطيع تشكيل هذه الأحماض الأمينية بنفسها.

## آلية التنظيم البروتيني
يمكن للبروتينات أن ترتبط بها جزيئات كيماوية متنوعة وشوارد معدنية ضمن تجويفات خاصة في بنيتها تدعى: مواقع الارتباط  (Binding sites)، ومع ذلك تتميز البروتينات باصطفائية كيميائية عالية تجاه المركبات التي ترتبط بها. تدعى المركبات التي ترتبط بالبروتينات «المركبات الربيطة» (ligand)، أما شدة الارتباط لجين البروتين فهي إحدى خصائص موقع الارتباط وتدعى الألفة  (affinity).
يمكن أن يتم التحكم بالعمليات الحيوية عن طريق التحكم بفعالية هذه البروتينات. ويمكن لهذا التنظيم لكل البروتينات أن يتم عن طريق شكل البروتينات أو تركيزها:
- تحوير تفارغي Allosteric modulation
- تحوير تساهمي Covalent modulation

## الخطوات الكيميائية في تصنيع البروتين
1. ينشط كل حمض أميني بعملية كيميائية يتحد فيها (ATP)مع حمض أميني لتكوين معقد أحادي فوسفات الأدينوزين (AMP) مع الحمض الأميني مولداً رابطتين فوسفاتيتين عاليتي الطاقة بهذه العملية.
2. يتحد الحمض الأميني المنشط والذي يملك طاقة مفرطة مع الـ (RNA) الناقل النوعي الخاص به ليولد معقد حمض أميني ناقل (acid-tRNA complex)، ويحرر في الوقت نفسه «أحادي فوسفات الأدينوزين».
3. يتلامس الـ (RNA) الناقل الذي يحمل الحمض الأميني المعقد مع جزيء الـ (RNA) الرسول في الريبوسوم حيث تلتصق مقابلة رمز الـ (RNA) الناقل مؤقتاً مع الرمز النوعي في الـ (RNA) الرسول، وبهذا تتراص الأحماض الأمينية في نسق مناسب لتكون جزيء البروتين. ثم تتكون بتأثير «إنزيم ترانزفيراز الببتديل» - وهو أحد البروتينات الموجودة في الريبوسوم - روابط ببتيدية بين الأحماض الأمينية المتعاقبة وتضاف باستمرار لسلسلة البروتين. وتحتاج هذه الحوادث الكيميائية إلى طاقة من «رابطتين فوسفاتيتين إضافيتين» عاليتي الطاقة لتوليد أربعة روابط عالية الطاقة تستعمل لكل حمض أميني أضاف إلى سلسلة البروتين. ويتضح من ذلك أن عملية تصنيع البروتين هي إحدى أكبر عمليات استهلاك الطاقة في الخلية.[4]

## الارتباط الببتيدي
تتحد الأحماض الأمينية المتعاقبة في سلسلة البروتين بعضها مع بعض حسب تفاعل نموذجي حيث يزال جذر «الهيدروكسيل» من جزء  (COOH (لأحد الأحماض الأمينية في هذه العملية الكيميائية، بينما يزال هيدروجين واحد من جزيء (NH2) للحمض الأميني الآخر. ويتحد هذان الجذران ليكونا ماء، ويتحد الموقعان المتروكان على الحمضين الأمينيين فيولدا جزيئاً واحداً، وتسمى هذه العملية باسم «الارتباط الببتيدي» Peptide Linkage. 
ما المركبات الرئيسية التي تسهم في تركيب البروتين؟
حمض الدنا DNA، حمض نووي الريبوزي RNA، المرسال رنا mRNA، الناقل-حمض نووي ريبوزي tRNA

## أمثلة على البروتينات
- ألبيومين (بروتين بياض البيض).
- غلبوبيولين –(كريين- في الدم واللبن).
- أنسولين (هرمون ينظم سكر الدم).